# Sant Jaume d'Elna

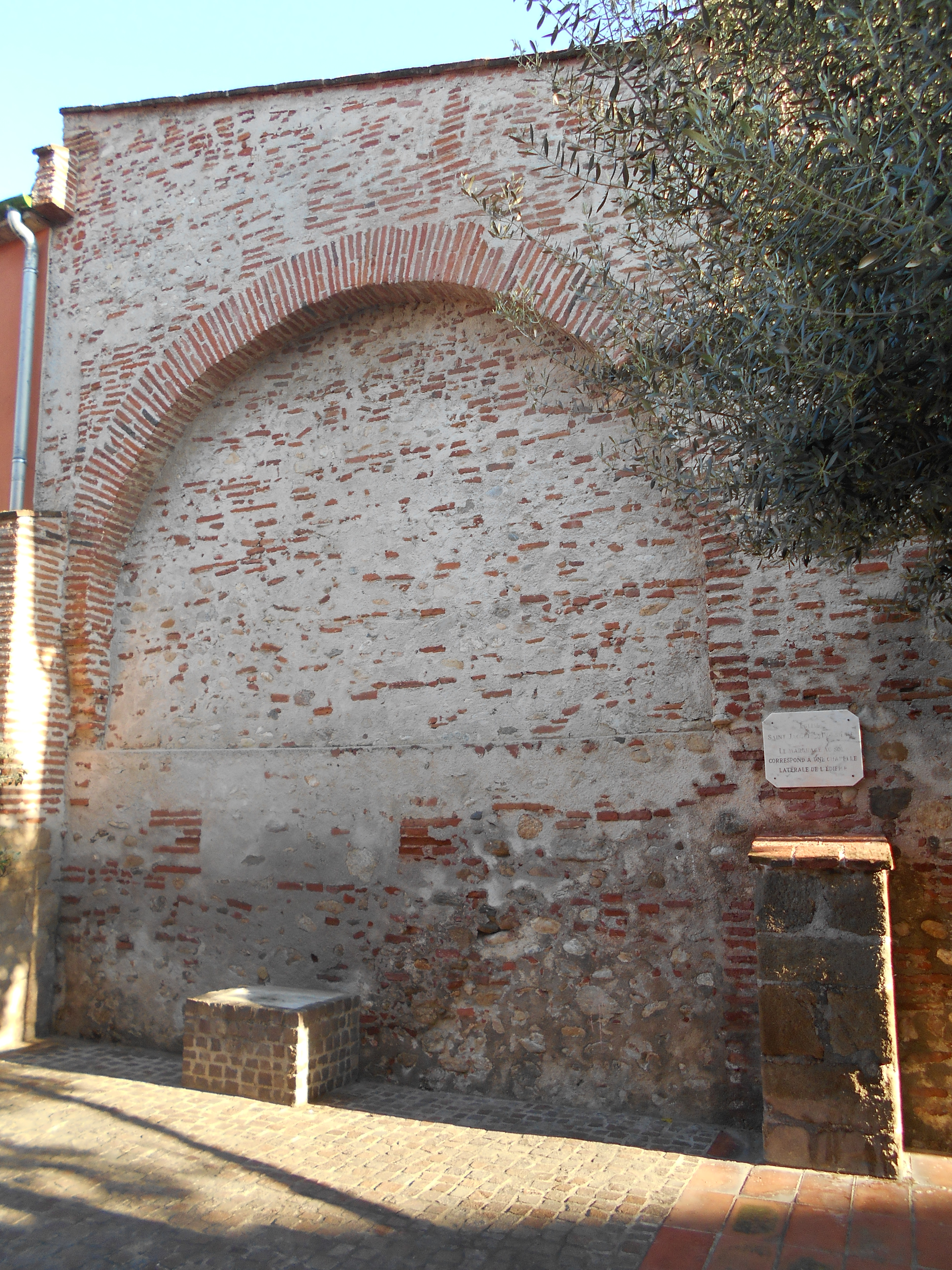
Antiga església de Sant Jaume

Sant Jaume d'Elna és una antiga església, ara desafectada, però en curs de recuperació, de la ciutat d'Elna, a la comarca del Rosselló, a la Catalunya del Nord.
Durant anys ha estat obrador de diferents establiments comercials, el darrer dels quals fou un forn i pastisseria. Està situada a la Vila Baixa, o d'Avall, a l'espai conformat pels carrers de Sant Jaume, Franklin, Dagobert i Camille Alies, amb el frontis de ponent mirant al carrer de Franklin.
Documentada des del 1382, en l'actualitat conserva algunes parets velles, amb alguns arcs, malgrat les diferents modificacions que ha sofert al llarg dels segles.